# Ranunculus pygmaeus
Ranunculus pygmaeus là một loài thực vật có hoa trong họ Mao lương. Loài này được Wahlenb. miêu tả khoa học đầu tiên năm 1812.

## Hình ảnh

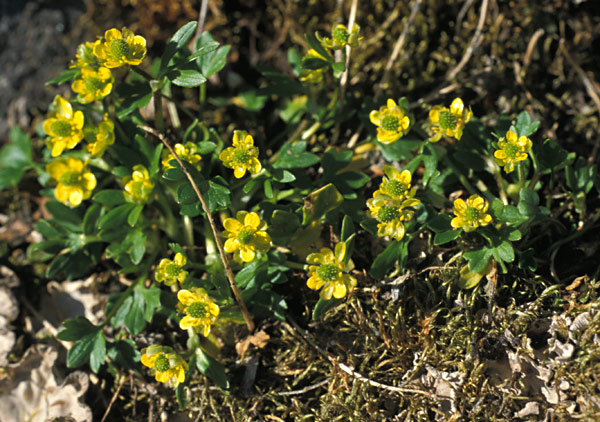
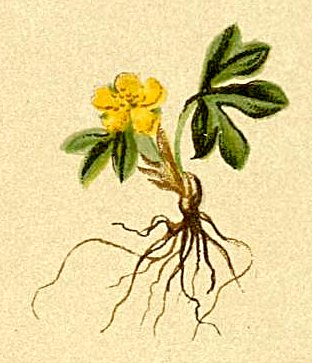